# Grant Kenny
Grant Kenny, född den 14 juni 1963 i Maryborough, Australien, är en australisk kanotist.
Han tog OS-brons i K-2 1000 meter i samband med de olympiska kanottävlingarna 1984 i Los Angeles.